# Artur Mazur
Artur Mazur – polski pediatra, prof. dr hab. nauk medycznych. Prorektor ds. Kolegium Nauk Medycznych Uniwersytetu Rzeszowskiego od 1 września 2019.

## Życiorys
W 1990 ukończył studia medyczne w Akademii Medycznej im. Mikołaja Kopernika w Krakowie, natomiast 21 czerwca 2000 obronił pracę doktorską Czynniki ryzyka powstawania otyłości prostej u dzieci szkolnych ze środowiska miejskiego i wiejskiego, otrzymując doktorat, a 14 października 2010 habilitował się na podstawie oceny dorobku naukowego i pracy zatytułowanej Dynamika i czynniki ryzyka występowania nadwagi i otyłości u dzieci w wieku szkolnym. 15 września 2017 nadano mu tytuł naukowy profesora w zakresie nauk medycznych.
Został zatrudniony na stanowisku profesora nadzwyczajnego Instytutu Fizjoterapii i Instytutu Pielęgniarstwa i Nauk o Zdrowiu, oraz dziekana na Wydziale Medycznym Uniwersytetu Rzeszowskiego.
W wyniku restrukturyzacji Uniwersytetu Rzeszowskiego w dniu 1 października 2019 objął stanowisko prorektora ds. Kolegium Nauk Medycznych Uniwersytetu Rzeszowskiego, gdzie ją również sprawuje w kadencjach 2020–2024 oraz 2024–2028.

Objął funkcję członka Komitetu Rozwoju Człowieka V Wydziału Nauk Medycznych Polskiej Akademii Nauk, członka zarządu Polskiego Towarzystwa Endokrynologii i Diabetologii Dziecięcej i wiceprezesa Polskiego Towarzystwa Pediatrycznego.

## Publikacje
- 2009: Dynamika i czynniki ryzyka występowania nadwagi i otyłości u dzieci w wieku szkolnym[1]
- 2017: Humanoid Robots and Modern Technology in ADOS-2 and BOSCC to Support the Clinical Evaluation and Therapy of Patients with Autism Spectrum Conditions (ASC)[1]